# Alphonsea gaudichaudiana
Alphonsea gaudichaudiana är en kirimojaväxtart som först beskrevs av Henri Ernest Baillon, och fick sitt nu gällande namn av Achille Eugène Finet och François Gagnepain. Alphonsea gaudichaudiana ingår i släktet Alphonsea och familjen kirimojaväxter. Utöver nominatformen finns också underarten A. g. latifolia.